# Masanori Aoki
Masanori Aoki (japanisch 青木 正則, Aoki Masanori;* 6. September 1927 in Tomakomai) ist ein ehemaliger japanischer Eisschnellläufer.
Aoki nahm von 1946 bis 1956 an nationalen Rennen teil und startete nur in der Saison 1951/52 international. Dabei belegte er bei der Mehrkampfweltmeisterschaft 1952 in Hamar den 19. Platz im Großen Vierkampf und bei den Olympischen Winterspielen 1952 in Oslo den 23. Platz über 1500 m sowie den 12. Rang über 500 m. Seine beste Platzierung bei japanischen Mehrkampfmeisterschaften erreichte er im Jahr 1951 mit dem zweiten Platz.

## Persönliche Bestleistungen
| Disziplin | Zeit        | Datum           | Ort       |
| --------- | ----------- | --------------- | --------- |
| 500 m     | 43,7 s      | 9. Februar 1952 | Hamar     |
| 1500 m    | 2:25,5 min  | 1. März 1952    | Hamar     |
| 3000 m    | 5:25,4 min  | 20. Januar 1952 | Östersund |
| 5000 m    | 9:08,7 min  | 1. März 1952    | Hamar     |
| 10.000 m  | 21:18,2 min | 28. Januar 1950 | Tomakomai |